# Bahnhof Hjørring

Der Bahnhof Hjørring ist ein dänischer Bahnhof und Bahnknotenpunkt in der Stadt Hjørring in der Region Nordjylland. Er liegt an der Bahnstrecke Frederikshavn–Aalborg und stellt den Beginn der Bahnstrecke Hjørring–Hirtshals dar. Der Bahnhof war viele Jahre der wichtigste Eisenbahnknotenpunkt Vendsyssels. Nach der sukzessiven Stilllegung der anderen Eisenbahnstrecken zweigt die Strecke nach Hirtshals jetzt als einzige von der durchgehenden Strecke ab. Der Bahnhof wird seit 2018 ausschließlich vom regionalen Schienennahverkehrsunternehmen Nordjyske Jernbaner betrieben.

## Lage
Der Bahnhof befindet sich im Stadtzentrum von Hjørring. Während er an der Strecke Frederikshavn–Aalborg lediglich einen Zwischenhalt sowie eine Endhaltestelle im Berufsverkehr nach Aalborg darstellt, ist der Bahnhof der Startpunkt der Strecke nach Hirtshals.

## Geschichte
Der Bahnhof in Hjørring wurde am 15. August 1871 zusammen mit der Bahnstrecke Frederikshavn–Aalborg eingeweiht, die ursprünglich nur von Frederikshavn nach Nørresundby führte. Ab 1879 bestand eine Verbindung nach Aalborg über die Eisenbahnbrücke über den Limfjord, die am 8. Januar für den Verkehr freigegeben wurde.
Die Bahnstrecken Hjørring–Løkken–Aabybro, Hjørring–Hørby und Hjørring–Hirtshals der privaten Bahngesellschaft Hjørring Privatbaner nutzten den Bahnhof der Staatsbahn in Hjørring ursprünglich nicht, denn sie hatten mit dem Hjørring Vestbanegård (deutsch Hjørring Westbahnhof) einen eigenen Ausgangspunkt für ihre Züge. 1939 bekam die Strecke nach Hirtshals mit dem Schnellzug Nordpilen eine internationale Zugverbindung, die Norwegen mit Deutschland verband und die Strecke Hirtshals–Flensburg befuhr. Als die Weiterfahrt nach Hirtshals nur mit einer umständlichen Sägezahnfahrt möglich war, war dies der Auslöser für die Privatbahnen, in Zukunft den Staatsbahnhof in Hjørring statt den eigenen Westbahnhof zu benutzen. Nach erheblichen Umbaumaßnahmen fuhren die Züge der Hjørring Privatbaner ab 1942 vom Staatsbahnhof ab.
Am 15. März 1953 endete der Betrieb zwischen Hjørring und Hørby und am 29. September 1963 auf der Strecke Hjørring–Løkken–Aabybro.

## Architektur
Das noch bestehende Hauptgebäude aus der Zeit der Eröffnung wurde nach Zeichnungen der Architekten Thomas Arboe und N.P.C. Holsøe errichtet.

## Einrichtung
Im Bahnhofsgebäude befinden sich ein Kiosk von 7-Eleven, ein Warteraum, Toiletten und Gepäckboxen.

## Betrieb
Der Personenverkehr von Hjørring nach Frederikshavn, Aalborg und Kopenhagen wurde bis 2008 ausschließlich von Danske Statsbaner durchgeführt. Danach verkehrten einige wenige Züge am Tag von Nordjyske Jernbaner zwischen Hjørring und Frederikshavn. 2017 wurde der Region Nordjylland die Verantwortung für den Regionalverkehr vom Staat übertragen. Dadurch übernahmen Nordjyske Jernbaner den Regionalzugbetrieb auf der gesamten Strecke Frederikshavn–Aalborg von den Danske Statsbaner (DSB). Im Oktober 2018 fuhr der letzte Personenzug auf dem Streckenabschnitt zwischen Frederikshavn und Lindholm mit Streckensignalen, und der Betrieb mit ETCS wurde aufgenommen. Seither können Fahrzeuge ohne ETCS-Ausstattung nur noch bis Lindholm verkehren, weshalb die IC-Züge der DSB am Flughafen Aalborg enden und Hjørring nur mit Nahverkehrszügen bedient wird.